# Riksdagsval på Åland
Riksdagsval i Finland hålls vart fjärde år. Valdagen för ordinarie riksdagsval mellan 1907 och 2007 (lantdagsval fram till 1917 då Finland inte var självständigt) var den tredje söndagen i mars eller, då Finlands president beslutat om nyval, en söndag 50–75 dagar från att förordnande om nyval utfärdats. Sedan 2011 har valen istället hållits i april.
Åland hörde till södra Åbos valdistrikt och det var först valet 1948 som Åland fick egen valkrets. 